# Gare de Saint-Hilaire - Saint-Nazaire
Pour les articles homonymes, voir Gare de Saint-Hilaire (homonymie).
La gare de Saint-Hilaire - Saint-Nazaire est une gare ferroviaire française située sur le territoire de la commune de Saint-Hilaire-du-Rosier dans le département de l'Isère à proximité de Saint-Nazaire-en-Royans (département de la Drôme) en région Auvergne-Rhône-Alpes.

## Situation ferroviaire
La gare est située au point kilométrique 36,407 de la ligne de Valence à Moirans. Son altitude est de 201 m.

## Service des voyageurs

### Desserte

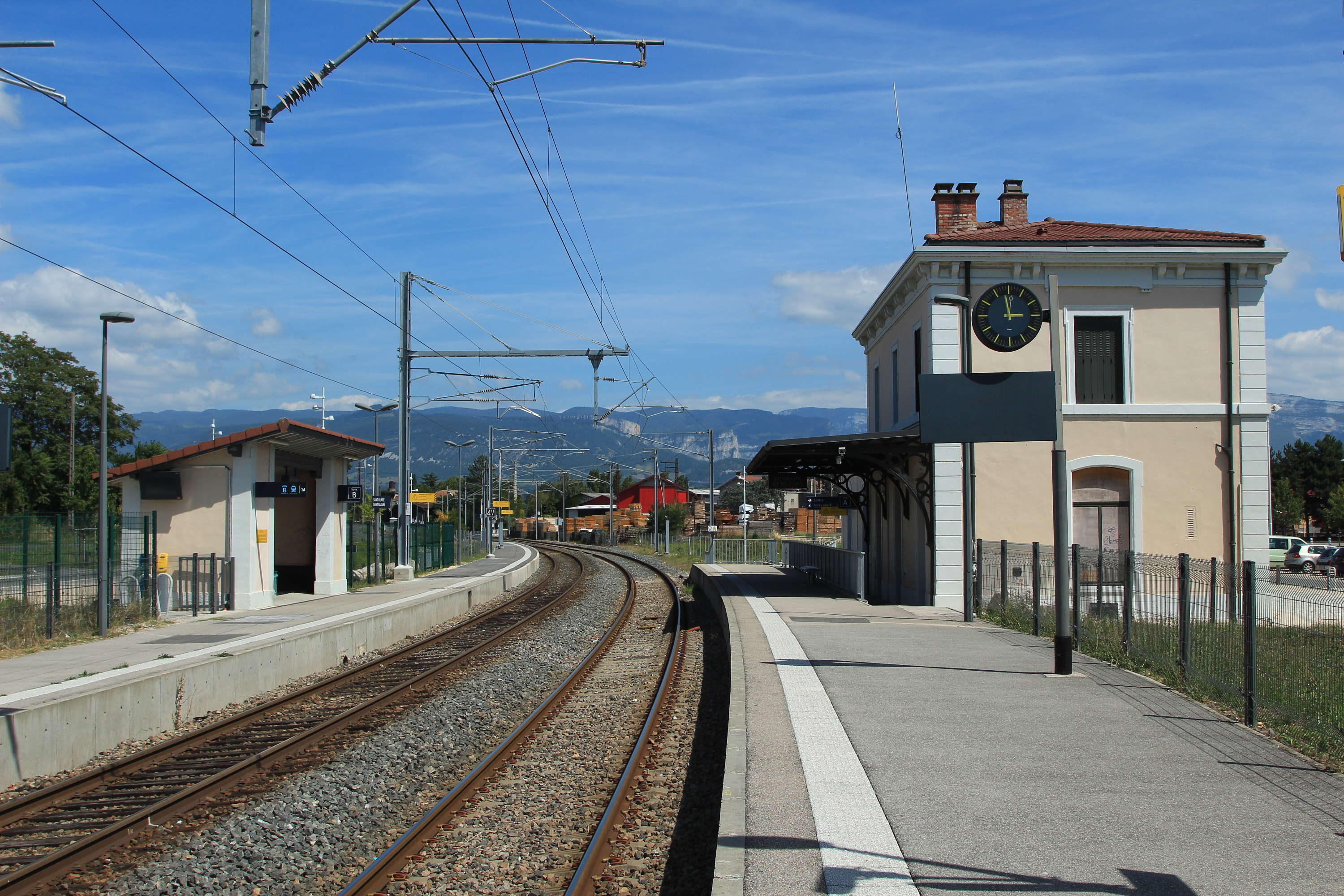
Vue générale des voies et quais.

Elle est desservie par les trains TER Auvergne-Rhône-Alpes (ligne de Chambéry à Valence-Ville).